# Anthophora arctica
Anthophora arctica là một loài Hymenoptera trong họ Apidae. Loài này được Morawitz mô tả khoa học năm 1883.